# الدولة الإسلامية (مصطلح)
تم استخدام مصطلح الدولة الإسلامية لوصف مختلف النظريات التاريخية ونظريات الحكم في العالم الإسلامي. ويرتبط المفهوم في العصر الحديث بحركات بالإسلام السياسي (الإسلاموية).
تم توضيح مفهوم الدولة الإسلامية الحديثة وترويجها من قبل أيديولوجيين مثل أبو العلا مودودي وآية الله روح الله الخميني وسيد قطب. يلعب تطبيق الشريعة الإسلامية دوراً هاماً في النظريات الحديثة للدولة الإسلامية كما فعلت في النظريات السياسية الإسلامية الكلاسيكية. ومع ذلك فإن النظريات الحديثة تستفيد من المفاهيم التي لم تكن موجودة قبل العصر الحديث.
اليوم أدمجت العديد من الدول الإسلامية الشريعة الإسلامية كليا أو جزئيا في أنظمتها القانونية. أعلنت بعض الدول الإسلامية أن الإسلام دين الدولة في دساتيرها لكن لا تطبق الشريعة الإسلامية في محاكمها. يشار عادة إلى الدول الإسلامية التي ليست ملكية إسلامية باسم الجمهوريات الإسلامية.

## الدول الإسلامية التاريخية

### الحكومات الإسلامية المبكرة
كانت الدولة الإسلامية الأولى هي الكيان السياسي الذي أنشأه الرسول في المدينة في عام 622 م بموجب صحيفة المدينة المنورة حيث مثلت الوحدة السياسية للأمة المسلمة. تحولت لاحقا عليه إلى الخلافة من قبل صحابة الرسول الذي كان يعرف باسم الخلفاء الراشدون (632-661 م). توسعت الدولة الإسلامية بشكل كبير في ظل الخلافة الأموية (661–750) والخلافة العباسية (750-1258).

### جوهر الحكومات الإسلامية
جوهر أو المبادئ التوجيهية للحكومة الإسلامية أو الدولة الإسلامية، هو مفهوم الشورى. لدى علماء مختلفين مفاهيم أو أفكار مختلفة، فيما يتعلق بمفهوم الشورى. ومع ذلك يرى معظم العلماء المسلمين أن الشورى الإسلامية يجب أن تتكون من:
- لقاء أو تشاور يتبع تعاليم الإسلام.
- التشاور باتباع إرشادات القرآن والسنة.
- هناك زعيم ينتخب بينهم لرئاسة الاجتماع.
- يجب أن يستند النقاش إلى المشاركة والمضاربة.
- يتم منح جميع الأعضاء فرصة عادلة للتعبير عن آرائهم.
- يجب أن تكون القضية من مصالحة عمّة أو المصلحة العامة.
- يتم قبول أصوات الأغلبية، شريطة ألا تنتهك تعاليم القرآن أو السنة.

وقد احترم الرسول (صلى الله عليه وسلم) نفسه قرار أعضاء الشورى. حيث أنه مؤسس فكرة الشورى وقد تم توضيح ذلك في أحد الأحداث التاريخية العديدة، كما هو الحال في معركة الخندق (معركة الخندق) حيث واجه الرسول (صلى الله عليه وسلم) قرارين أي محاربة جيش المشركين خارج المدينة المنورة أو الانتظار حتى تدخل المدينة. بعد التشاور مع الصحابة اقترح سلمان الفارسي أنه من الأفضل لو حارب المسلمون المشركين داخل المدينة المنورة من خلال بناء خندق كبير على الأطراف الشمالية للمدينة المنورة لمنع الأعداء من الدخول المدينة المنورة. وقد دعمت هذه الفكرة في وقت لاحق من قبل غالبية الصحابة، وبعد ذلك وافق عليها النبي (محمد صلى الله عليه وسلم) أيضًا.
ركز الرسول (صلى الله عليه وسلم) بشدة على الاتفاق حول قرار الشورى لأن رأي الأغلبية (من الصحابة) أفضل من قرار اتخذه فرد واحد.

### إحياء وإلغاء الخلافة العثمانية
استعاد السلطان العثماني سليم الأول (1512-1520) وكان لقب الخليفة موضع نزاع في قرون الخلافة العباسية والدولة المملوكية منذ سقوط بغداد على أيدي المغول ومقتل الخليفة العباسي الأخير في بغداد بالعراق 1258.
تم إلغاء الخلافة العثمانية كمنصب في الإمبراطورية العثمانية في عهد مصطفى كمال أتاتورك في عام 1924 كجزء من إصلاحات أتاتورك. تم الاحتجاج بشدة على هذه الخطوة في الهند، حيث اتحد غاندي والمسلمون الهنود خلف رمزية الخليفة العثماني في حركة الخلافة التي سعت إلى إعادة الخليفة المخلوع من قبل أتاتورك. واستغلت حركة الخلافة المقاومة السياسية العثمانية للإمبراطورية البريطانية، وقد أثبت هذا الاتصال الدولي المناهض للإمبريالية أن يكون قوة حثيثة أثناء الحركة القومية الناشئة في الهند في أوائل القرن العشرين بالنسبة للهندوس والمسلمين على حد سواء على الرغم من أن الهند كانت بعيدة عن منصب الخلافة العثمانية في إسطنبول. ومع ذلك وجد الخلافة القليل من الدعم من مسلمي الشرق الأوسط أنفسهم الذين فضلوا أن يكونوا دولًا مستقلة بدلاً من أن يكونوا تحت الحكم العثماني (التركي). في شبه القارة الهندية على الرغم من أن المهاتما غاندي حاول اختيار حركة الخلافة كحركة وطنية إلا أنها سرعان ما تحولت إلى جهاد ضد غير المسلمين مع مقتل الآلاف في منطقة مالابار في كيرالا (المعروف أيضًا باسم أعمال شغب موبلاه).

## الدولة الإسلامية الحديثة

### تطور مفهوم الدولة الإسلامية
"لم يستخدم مصطلح" الدولة الإسلامية "مطلقًا في نظرية أو ممارسة العلوم السياسية الإسلامية، قبل القرن العشرين، وفقًا لما قاله باحث التاريخ الباكستاني قمر الدين خان. يصف سهيل الهاشمي الدولة الإسلامية بأنها تعبير جديد في الكتابات الإسلامية المعاصرة. ظهرت النظريات الإسلامية لمفهوم الدولة الحديث لأول مرة كرد فعل على إلغاء الخلافة العثمانية في عام 1924. وفي هذا السياق أيضًا كان الافتراض المشهور هو أن الإسلام دين ودولة على حد سواء.
يُنسب المفهوم الحديث لـ «الدولة الإسلامية» إلى أبو العلا المودودي (1903-1979)، وهو عالم دين مسلم باكستاني أسس الحزب السياسي الإسلامي وألهم ثوريين إسلاميين آخرين مثل آية الله روح الله الخميني. تأثرت مسيرة أبو العلا المودودي السياسية المبكرة إلى حد كبير بالتحريض المناهض للاستعمار في الهند خاصة بعد إلغاء الخلافة العثمانية في عام 1924 الذي أذكى المشاعر المعادية لبريطانيا.
كان ينظر إلى الدولة الإسلامية على أنها «الطريق الثالث» بين الأنظمة السياسية المتنافسة للديمقراطية والاشتراكية (انظر أيضًا الحداثة الإسلامية). كتابات المودودي المذهلة عن الاقتصاد الإسلامي جادل في وقت مبكر من عام 1941 ضد رأسمالية السوق الحرة وتدخل الدولة الاشتراكية في الاقتصاد على غرار كتاب محمد باقر الصدر «اقتصادنا» في عام 1961. تصور المودودي الدولة الإسلامية المثالية كما الجمع بين المبادئ الديمقراطية للسياسة الانتخابية والمبادئ الاشتراكية التي تهم الفقراء.

### الدول الإسلامية اليوم

الدول الإسلامية (الأخضر الداكن)، الدول التي يكون فيها الإسلام هو الدين الرسمي (الأخضر الفاتح)، والدول العلمانية (الزرقاء) وغيرها (البرتقالية)، من بين الدول ذات الأغلبية المسلمة.

اليوم أدمجت العديد من الدول الإسلامية الشريعة الإسلامية جزئيًا، في أنظمتها القانونية. أعلنت بعض الدول الإسلامية أن الإسلام دين الدولة في دساتيرها، لكن لا تطبق الشريعة الإسلامية في محاكمها. يشار عادةً إلى الدول الإسلامية التي ليست ملكية إسلامية باسم الجمهوريات الإسلامية، مثل الجمهوريات الإسلامية في باكستان وموريتانيا وإيران وأفغانستان. اعتمدت باكستان اللقب بموجب دستور عام 1956. تبنته موريتانيا في 28 نوفمبر 1958. وقد تبنته إيران بعد ثورة 1979 التي أطاحت بأسرة بهلوي. في إيران يُعرف نظام الحكم باسم «ولاية الفقيه». كانت أفغانستان تدار كدولة إسلامية («دولة أفغانستان الإسلامية») في فترة ما بعد الشيوعية منذ عام 1992 ولكن بعد ذلك بحكم الواقع من قبل طالبان («إمارة أفغانستان الإسلامية») في المناطق التي تسيطر عليها منذ عام 1996 وبعد عام 2001 وبعد الإطاحة بنظام طالبان ما زالت البلاد تعرف باسم «جمهورية أفغانستان الإسلامية». على الرغم من الاسم المماثل تختلف البلدان اختلافًا كبيرًا في حكوماتها وقوانينها.
الإسلاموية هي شكل من أشكال القومية الدينية داخل الإسلام السياسي الذي يدعو إلى توحيد العالم الإسلامي في ظل دولة إسلامية واحدة وغالبًا ما توصف بأنها خلافة أو أمة.
أعلن الإعلان الدستوري الليبي المؤقت اعتبارًا من 3 أغسطس 2011 أن الإسلام هو الدين الرسمي لليبيا.

#### إيران
قبل الثورة الإيرانية عام 1979 تمسك العديد من كبار رجال الدين في الإسلام الشيعي بمبدأ الإمامة المعياري والذي يسمح بالحكم السياسي فقط من قبل الرسول (ص)أو أحد خلفائه الحقيقيين. وقد عارضوا إنشاء دولة إسلامية (انظر آية الله حائري يزدي (معلم الخميني) وآية الله بوروجردي وآية الله العظمى شريعتمداري وآية الله العظمى أبو القاسم الخوئي). وهم من كبار رجال الدين المعاصرون الذين كانوا ذات يوم جزءًا من الثورة الإيرانية وأصبحوا محبطين وينتقدون وحدة الدين والدولة في جمهورية إيران الإسلامية، ويدعون إلى علمنة الدولة للحفاظ على نقاء العقيدة الإسلامية (انظر عبد الكريم سوروش). محسن كاديفار).

#### باكستان
أُنشأت باكستان كدولة منفصلة للمسلمين الهنود في الهند البريطانية في عام 1947 واتبعت الشكل البرلماني للديمقراطية. في عام 1949 أقرت الجمعية التأسيسية الأولى لباكستان قرار الأهداف الذي يتصور دورًا رسميًا للإسلام كدين للدولة للتأكد من أن أي قانون مستقبلي يجب ألا ينتهك تعاليمه الأساسية. على العموم احتفظت الدولة بمعظم القوانين الموروثة من القانون القانوني البريطاني الذي تم تنفيذه بواسطة الراج البريطاني منذ القرن التاسع عشر. في عام 1956، تبنى البرلمان المنتخب رسمياً اسم «جمهورية باكستان الإسلامية»، وأعلن أن الإسلام هو الدين الرسمي.

## روابط خارجية
- لماذا الدول الإسلامية ستكون سيئة للمسلمين